# Timonius scabriflorus
Timonius scabriflorus är en måreväxtart som först beskrevs av Theodoric Valeton, och fick sitt nu gällande namn av Elmer Drew Merrill och Lily May Perry. Timonius scabriflorus ingår i släktet Timonius och familjen måreväxter.
Artens utbredningsområde är Papua Nya Guinea. Inga underarter finns listade i Catalogue of Life.